# Clive Puzey
Clive Puzey, zimbabvejski dirkač Formule 1, * 11. julij 1941, Bulawayo, Zimbabve, takratna Rodezija. 
Clive Puzey je upokojeni zimbabvejski dirkač Formule 1. V svoji karieri je nastopil le na prvi dirki sezone 1965 za Veliko nagrado Južne Afrike, kjer se mu z dirkalnikom Lotus 18 manjšega moštva Clive Puzey Motors ni uspelo kvalificirati na dirko.

## Popolni rezultati Formule 1
(legenda) (odebeljene dirke pomenijo najboljši štartni položaj, poševne pa najhitrejši krog, †-uvrščen kljub odstopu)
| Leto | Moštvo             | Šasija   | Motor             | 1        | 2   | 3   | 4   | 5  | 6   | 7   | 8   | 9   | 10  | Prv | Toč |
| ---- | ------------------ | -------- | ----------------- | -------- | --- | --- | --- | -- | --- | --- | --- | --- | --- | --- | --- |
| 1965 | Clive Puzey Motors | Lotus 18 | Climax Straight-4 | JAR DNPQ | MON | BEL | FRA | VB | NIZ | NEM | ITA | ZDA | MEH | -   | 0   |